# Baetodes fuscipes
Baetodes fuscipes är en dagsländeart som beskrevs av Cohen och Allen 1972. Baetodes fuscipes ingår i släktet Baetodes och familjen ådagsländor. Inga underarter finns listade i Catalogue of Life.